# Imre Földi
Imre Földi (ur. 8 maja 1938 w Kecskemécie, zm. 23 kwietnia 2017 w Tatabányi) – węgierski sztangista, wielokrotny medalista olimpijski i mistrz świata.

## Kariera
Startował w wadze koguciej (do 56 kilogramów). Pierwszy sukces w karierze osiągnął w 1959 roku, kiedy podczas mistrzostw świata w Warszawie zdobył brązowy medal. W zawodach tych przegrał tylko z Władimirem Stogowem z ZSRR i Polakiem Marianem Jankowskim. Rok później wystartował na igrzyskach olimpijskich w Rzymie, zajmując szóste miejsce. Następnie zdobywał srebrne medale podczas mistrzostw świata w Wiedniu (1961) i mistrzostw świata w Budapeszcie (1962). W 1963 roku wystartował w wadze papierowej na mistrzostwach świata w Sztokholmie, zdobywając brązowy medal.
Na igrzyskach w Tokio w 1964 roku Földi zajął drugie miejsce w wadze koguciej, przegrywając tylko z Aleksiejem Wachoninem z ZSRR. Wynik ten powtórzył na mistrzostwach świata w Berlinie Wschodnim w 1966 roku i rozgrywanych dwa lata później igrzyskach olimpijskich w Meksyku. W międzyczasie zdobył też złoto podczas mistrzostw świata w Teheranie w 1965 roku. Kolejny medal zdobył na mistrzostwach świata w Columbus w 1970 roku, gdzie ponownie był drugi, tym razem ulegając tylko Mohammadowi Nasiriemu z Iranu. Ostatni sukces osiągnął podczas igrzysk w Monachium w 1972 roku, gdzie zwyciężył w wadze koguciej, ustanawiając jednocześnie rekord świata wynikiem 377,5 kg. Brał też udział w rozgrywanych cztery lata później igrzyskach olimpijskich w Montrealu, gdzie zajął piątą pozycję.
Pięć razy był mistrzem Europy. Wielokrotnie bił rekordy globu.

## Osiągnięcia

### Igrzyska olimpijskie
- Tokio 1964 – kategoria do 56 kilogramów – srebro
- Meksyk 1968 – kategoria do 56 kilogramów – srebro
- Monachium 1972 – kategoria do 56 kilogramów – złoto

### Mistrzostwa świata
- Warszawa 1959 – kategoria do 56 kilogramów – brąz
- Wiedeń 1961 – kategoria do 56 kilogramów – srebro
- Budapeszt 1962 – kategoria do 56 kilogramów – srebro
- Sztokholm 1963 – kategoria do 60 kilogramów – brąz
- Tokio 1964 – kategoria do 56 kilogramów – srebro[a]
- Teheran 1965 – kategoria do 56 kilogramów – złoto
- Berlin Wschodni 1966 – kategoria do 56 kilogramów – srebro
- Meksyk 1968 – kategoria do 56 kilogramów – srebro[a]
- Columbus 1970 – kategoria do 56 kilogramów – srebro
- Monachium 1972 – kategoria do 56 kilogramów – złoto[a]

### Mistrzostwa Europy
- Warszawa 1959 – kategoria do 56 kilogramów – brąz
- Mediolan 1960 – kategoria do 56 kilogramów – srebro
- Wiedeń 1961 – kategoria do 56 kilogramów – srebro
- Budapeszt 1962 – kategoria do 56 kilogramów – złoto
- Sztokholm 1963 – kategoria do 60 kilogramów – złoto
- Moskwa 1964 – kategoria do 60 kilogramów – brąz
- Sofia 1965 – kategoria do 56 kilogramów – srebro
- Berlin Wschodni 1966 – kategoria do 56 kilogramów – srebro
- Leningrad 1968 – kategoria do 56 kilogramów – złoto
- Szombathely 1970 – kategoria do 56 kilogramów – złoto
- Sofia 1971 – kategoria do 56 kilogramów – złoto